# Strada statale 281 del Passo di Limina
La ex strada statale 281 del Passo di Limina (SS 281), ora strada provinciale 5 Inn. SS 18 (Rosarno) - Inn. SS 106 (Marina di Gioiosa Ionica) (SP 5), è una strada provinciale italiana che collega la costa tirrenica e quella jonica nella parte settentrionale della città metropolitana di Reggio Calabria. Rappresentava una delle principali arterie per il cambio di versante, nonostante il percorso tortuoso dovuto agli sbalzi altimetrici e al passaggio nei centri urbani. Al fine di velocizzare questo tragitto, venne costruita la strada statale 682 Jonio-Tirreno con caratteristiche di strada a scorrimento veloce.

## Percorso
La strada ha inizio dalla strada statale 18 Tirrena Inferiore all'interno del centro abitato di Rosarno, uscendone in direzione sud-est. Dopo aver superato il bivio per il porto di Gioia Tauro, inizia un tratto ormai classificato come parte integrante della strada statale 682 Jonio-Tirreno che passa per lo svincolo di Rosarno dell'A2 del Mediterraneo e prosegue fino al bivio per San Fili dove le due strade si dividono.
L'itinerario prosegue quindi parallelo a quello della SS 682, attraversando Melicucco e Cinquefrondi (dove incrocia la ex strada statale 536 di Acquaro), prima di entrare nel parco nazionale dell'Aspromonte. Qui la strada guadagna quota giungendo al passo della Limina (822 m s.l.m.), discendendo poi verso l'abitato di Mammola.
Attraversa quindi la vallata del Torbido, supera l'innesto della ex strada statale 501 di Mongiana ed entra a Gioiosa Ionica. Esce dal paese in direzione del mare, terminando il proprio percorso a Marina di Gioiosa Ionica dove si innesta sulla strada statale 106 Jonica.
In seguito al decreto legislativo n. 112 del 1998, dal 2002 la gestione è passata dall'ANAS alla Regione Calabria, che ha provveduto al trasferimento dell'infrastruttura al demanio della Provincia di Reggio Calabria.

## Tabella percorso
| Uscita | ↓km↓ | ↑km↑ | Provincia |
| --- | ---- | ---- | --------- |
| Rosarno (Centro Abitato)                                                                                             | 0    | 58,0 | RC        |
| Rosarno (Raccordo con il Porto)                                                                                      | 2,4  | 55,6 | RC        |
| del Mediterraneo - Salerno-Reggio Calabria                                                                           | 2,6  | 55,4 | RC        |
| : Laureana di Borrello - San Pietro di Caridà                                                                        | 4,2  | 53,8 | RC        |
| : San Fili SP 5 ex SS 281                                                                                            | 6,4  | 51,6 | RC        |
| Melicucco (Centro Abitato)                                                                                           | 11,2 | 46,8 | RC        |
| Incrocio Polistena - Taurianova                                                                                      | 13,8 | 44,2 | RC        |
| : Svincolo Polistena-Cinquefrondi SS 682 Jonio-Tirreno                                                               | 14,5 | 43,5 | RC        |
| Cinquefrondi (Centro Abitato)                                                                                        | 15,2 | 42,8 | RC        |
| Passo della Limina Parco nazionale dell'Aspromonte                                                                   | 34,2 | 23,8 | RC        |
| Mammola (Centro Abitato) Parco nazionale dell'Aspromonte                                                             | 45,0 | 13,0 | RC        |
| Incrocio Bivio Catalisano                                                                                            | 51,0 | 7,0  | RC        |
| Gioiosa Ionica (Centro Abitato)                                                                                      | 54,4 | 4,0  | RC        |
| : Jonica (Reggio Calabria-Taranto) Variante E 90-SS 106 Roccella Jonica-Locri S.G.C. Jonio-Tirreno (Gioiosa-Rosarno) | 56,4 | 2,0  | RC        |
| Marina di Gioiosa Ionica (Centro Abitato)                                                                            | 58,0 | 0    | RC        |